# 演歌なんて歌えない
「演歌なんて歌えない」（えんかなんてうたえない）は、シブがき隊の楽曲で、25枚目のシングル。1987年11月21日発売。

## 概要
発売当時、本作が演歌全体を否定するような曲名及び歌詞だったことから、メンバー全員が異口同音に「演歌を歌っていらっしゃる歌手の皆様に申し訳ない」と弁解していた。実際に｢アイドルが演歌を馬鹿にしている｣と捉え、怒りを露にした演歌歌手もいた。特に五木ひろしは、シブがき隊と歌番組で共演した際に、メンバーと当時の関係者を激しく叱責し、作詞の秋元康にも連絡を取り抗議した、という噂が流れたほどであった。この噂に2017年に『ジョブチューン アノ職業のヒミツぶっちゃけます!』に五木がゲスト出演した際に質問され、五木は｢憶えていない｣とぼかしながらも、｢この業界、礼儀がなっていなければ駄目｣と苦言を呈したことについては否定しなかった。

## 収録曲
全作詞：秋元康
1. 演歌なんて歌えない
  - 作曲・編曲：水谷公生
2. 雨が燃える
  - 作曲・編曲：後藤次利